# Stratiomys ruficornis
Stratiomys ruficornis – gatunek muchówki z rodziny lwinkowatych i podrodziny Stratiomyinae.
Gatunek ten opisał w 1838 roku przez Justin Pierre Marie Macquart.
Muchówka o ciele długości od 12 do 14 mm. Czułki ma całe czerwone. Głowę ma czarną z żółtymi plamami i czarnym owłosieniem. Tułów jest czarny z żółtą tarczką. Odwłok jest czarny z żółtymi plamami. Owłosienie środka odwłoka jest czerwonożółte, a boków czarne.
Dorosłe osobniki odżywiają się nektarem. Są ciepłolubne, w Europie Środkowej spotykane od połowy maja do połowy lipca wśród roślinności murawowej, w sąsiedztwie potoków i zbiorników wodnych, będących siedliskiem ich larw.
Owad o zasięgu submedyranejskim. W Europie znany z Niemiec, Austrii, Polski, Czech, Słowacji, Chorwacji, Bośni i Hercegowiny, Serbii, Albanii, Macedonii, Grecji, Rumunii i  Bułgarii. W Azji występuje od Turcji i Armenii po Irak i Iran. W Polsce odnotowany na kilku stanowiskach na południu kraju, głównie w XIX wieku. W 1993 znaleziony w okolicach Rymanowa. W Europie Środkowej jest to gatunek współcześnie bardzo rzadki i ginący, głównie z powodu zanieczyszczania i dewastacji małych zbiorników wodnych oraz ich zanikania, wywołanego zabiegami melioracyjnymi. W Polskiej czerwonej księdze zwierząt umieszczony w jako krytycznie zagrożony.